# Коцюбинський замок
Коцюбинський замок — втрачена оборонна споруда в селі Коцюбинцях Васильковецька громади Чортківського району Тернопільської области України. Щойновиявлена пам'ятка археології.

## Відомості
1477 року хан Менглі-Герай спалив Кочубин, зокрема замок.
26 липня 1671 року через Коцюбинці проїжджав німецький мандрівник Ульріх фон Вердум, який в щоденнику згадав місцевий замок. 1672 року укріплення повністю зруйнували турки, які поверталися із Бучача. Твердиню більше не відбудовували.
У своїх нотатках археолог Адам Кіркор зазначив, що збереглися лише залишки земляного валу, а з північної сторони мешканці добували глину. На початку XX століття Микола Бала в заглибленні знайшов золотий ланцюг, який продав за 100 «ринських». У XIX столітті на території бастіону проживала родина Бали, яка використовувала його під город та господарські будівлі.
Нині — територія бастіону поділена між двома дворами родин Патери та Топольницьких.

## Власники
- Ян Копічинський (поч. XVII ст.)[3],
- Павло Кренжелевський (1614)[3],
- Ельжбета та Катерина Кренжелевські (1632)[3].